# Ainhoa Adin Jauregui
Ainhoa Adin Jauregui nació el 22 de octubre de 1972 en Irún. 
Ainhoa Adin fue detenida en Hendaya el 29 de enero de 2008 por la policía francesa por orden de la juez Laurence Le Vert. El 31 de enero de 2008 es puesta en libertad sin cargos. A pesar de que medios antiterroristas la vinculan con el 'comando Ibarla' al que se atribuyen tres asesinatos. La Policía no han encontrado suficientes pruebas de una relación con ETA para justificar una imputación.